# پیر بالمن
پیر بالمن (فرانسوی: Pierre Balmain‎; ۱۸ مهٔ ۱۹۱۴ – ۲۹ ژوئن ۱۹۸۲) طراح مد اهل فرانسه و بنیانگذار برند بالمن بود. او که طرح‌هایش به پیچیدگی و ظرافت شهره بود، هنر طراحی لباس را «معماری حرکت» توصیف می‌کرد.